# Puente grande Hayase
El puente grande Hayase (en kanji: 早瀬大橋, en hiragana: はやせおおはし en romaji: Hayase ōhashi) es una estructura que sirve de unión entre la isla de Nomi y la isla de Kurahashi, ambas ubicadas en el centro de la Bahía de Hiroshima en la región de Chūgoku, Japón.

## Etimología
El nombre japonés proviene de la unión de cuatro kanjis separados en dos grupos diferenciados. El primer grupo viene a indicar el nombre del puente "Hayase". Es un nombre compuesto fruto de la unión entre dos kanjis, que al unirse forman la palabra "rápidos" o "corriente rápida".
- El primer kanji es 早[1] (en hiragana: はや, en romaji: ha·ya = haya), un jōyō kanji de 6 trazos cuyo significado, en este contexto, es "rápido".
- El segundo kanji es 瀬[1] (en hiragana: せ, en romaji: se), un jōyō kanji con 19 trazos cuyo significado, en este contexto, sería "corriente".

En el segundo grupo, tenemos "ōhashi", otro nombre compuesto que a la vez, también es un apellido japonés muy común cuyo significado es "gran puente".
- El primer kanji es 大[1] (en hiragana: おお, en romaji: ō), un jōyō kanji de primer grado con muchos significados, y en este contexto, es "grande".
- El segundo kanji es 橋[1] (en hiragana: はし, en romaji: ha·shi) un jōyō kanji de tercer grado que significa "puente".

## Historia
El puente, con 623 metros de longitud y una altura máxima de 30 metros sobre el nivel del mar, fue inaugurado el 28 de octubre de 1978 tras mucha presión vecinal durante años siendo la primera y única conexión terrestre que logró tener la isla de Nomi con el resto del archipiélago japonés, siendo un revulsivo para la economía de la isla más grande de toda la bahía de Hiroshima, más aún, cuando la isla con la que enlaza, Kurahashi, ya se hizo lo propio al inaugurar el puente Ondo una década antes, conectando la segunda isla más grande con la isla madre, Honshū.
La autovía que conecta con las dos islas y que transcurre por el puente Hayase, es la Ruta Nacional 487, una autovía de 50 km que conecta las islas de la bahía con Kure, Hiroshima y Minami.

## Estructura

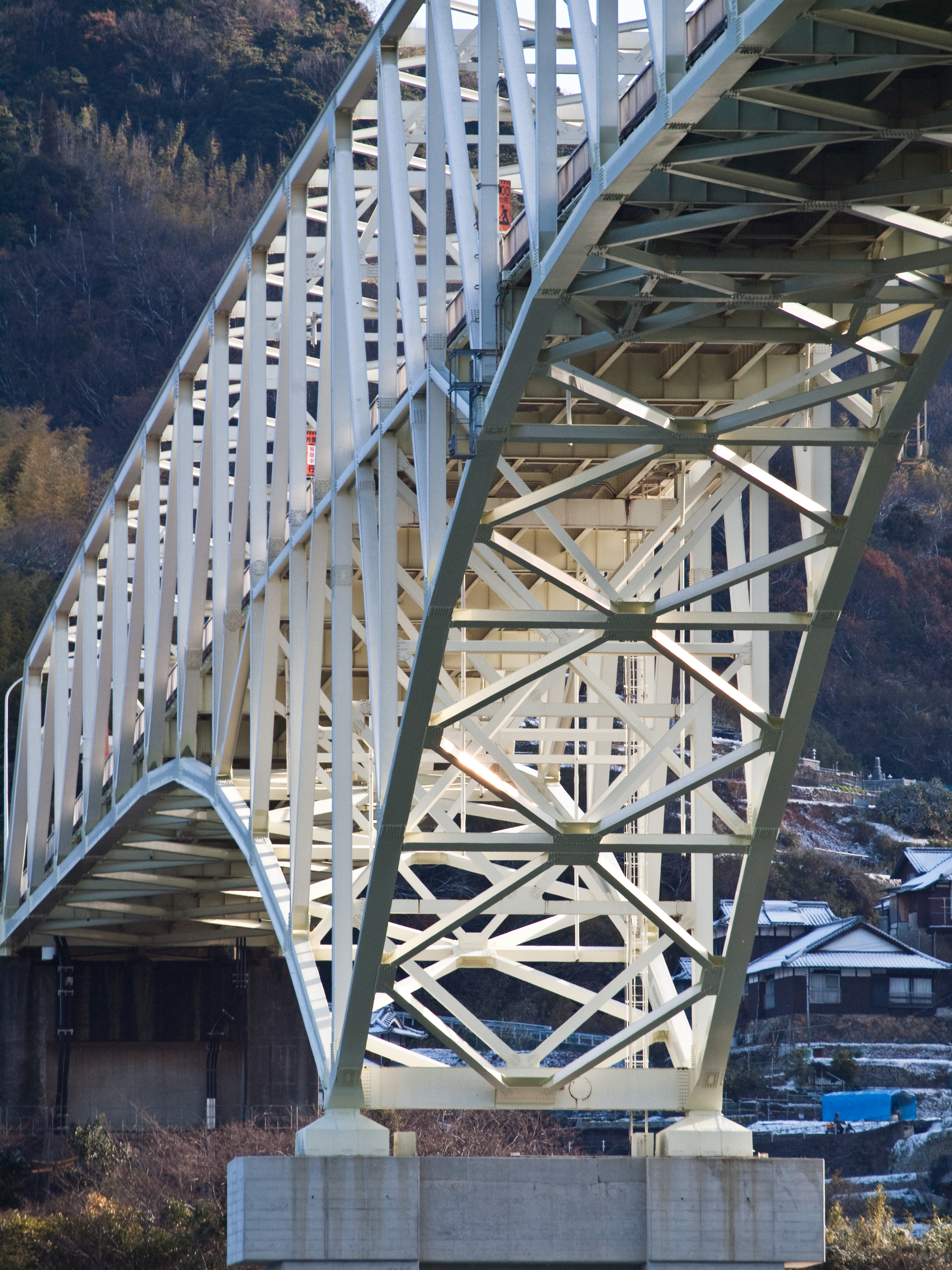
Detalle de la estructura que reposa sobre uno de los pilares principales.

Se trata de un puente de armadura cuya superestructura portante de acero está compuesta por una maraña de elementos conectados formando unidades triangulares. Tiene 2 pilares principales que se alzan sobre las aguas de la bahía de Hiroshima y 3 pilares secundarios al inicio y 3 más al fin. Posee una largada de 623 metros y una anchura de 9,5 metros, de los cuales útiles son 5 metros destinados al paso de vehículos y 3 metros de paso peatonal. Debido al tráfico de naves que hay en esa zona, se elevó la altura hasta los 30 metros que llega en su punto máximo hasta la plataforma y 36 hasta el punto más alto de la estructura que envuelve la plataforma. El punto más profundo alcanza los -20 metros. Toda la estructura principal que conforma la jaula de soporte metálica se pintó de color verde lechuga.